# Patrick de La Lanne

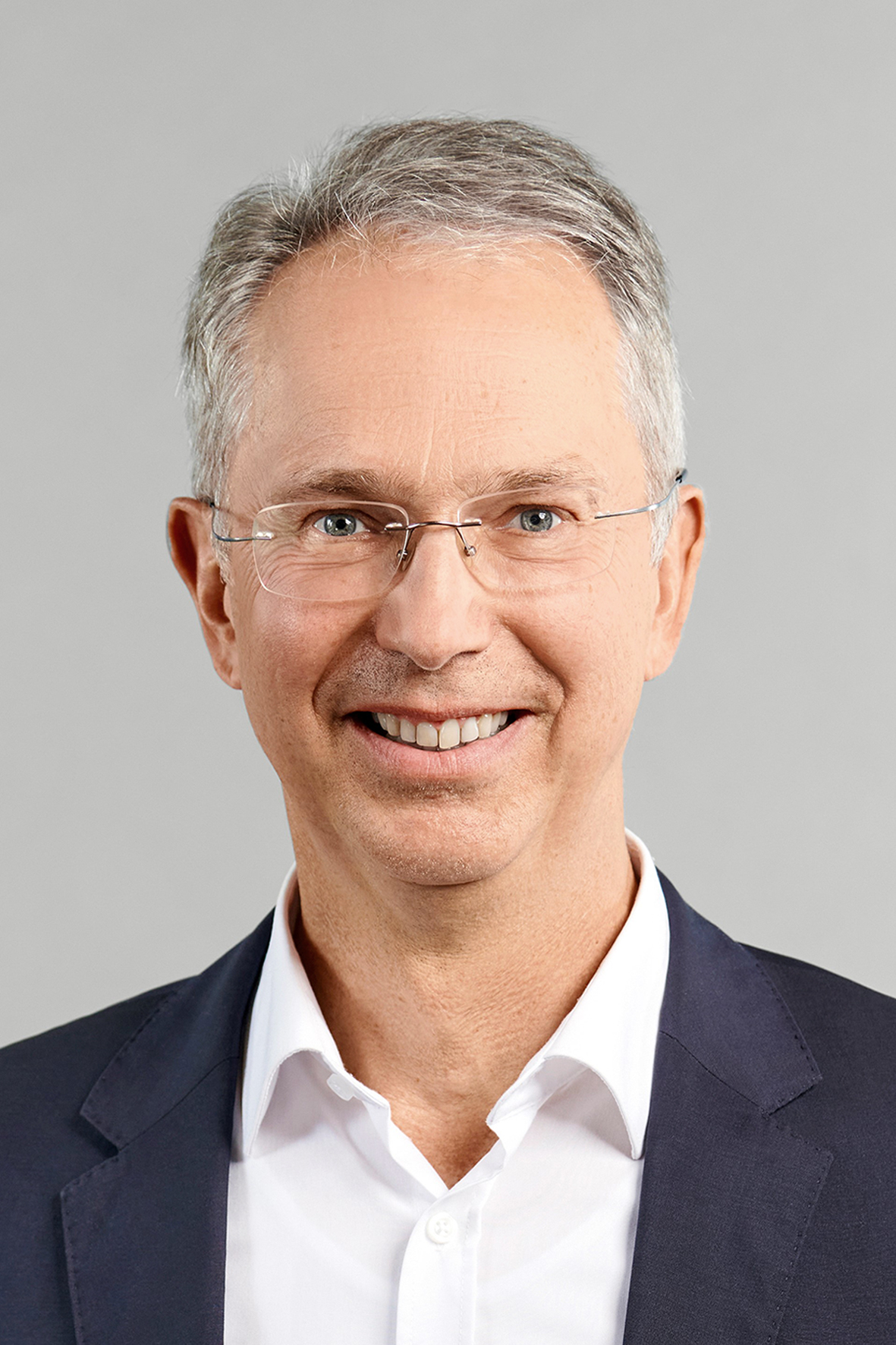
OKR Patrick de La Lanne

Patrick de La Lanne-Mirrlees (* 10. Februar 1962 in San Francisco, USA) ist ein deutscher Politiker (parteilos). Er war von November 2006 bis Oktober 2014 Oberbürgermeister der Stadt Delmenhorst. Im November 2013 trat er unter dem Vorwurf mangelnder innerparteilicher Demokratie bei der Kandidatenauswahl aus der SPD aus. Seit 1. August 2021 ist de La Lanne als Oberkirchenrat Leiter der Finanzabteilung der Evangelisch-Lutherischen Kirche in Bayern.

## Familie, Ausbildung und Beruf
Geboren wurde Patrick de La Lanne am 10. Februar 1962 in San Francisco, USA. Seine Eltern sind Margarethe Herzogin von Württemberg (1928–2017) und Robin de La Lanne-Mirrlees (1925–2012). Er wuchs nicht bei seinen leiblichen Eltern, sondern bei seiner Pflegemutter Charlotte Zaubzer (1911–2007) in Oldenburg auf.
Am Alten Gymnasium Oldenburg erwarb er im Jahr 1981 die Allgemeine Hochschulreife (Abitur) und studierte daraufhin an der Albert-Ludwigs-Universität Freiburg Rechtswissenschaft und Politische Wissenschaft. Während des Studiums war er für die Jungsozialisten Pressereferent des U-AstA und 1985 an der Universität Zululand in Südafrika als Lecturer tätig. Das erste juristische Staatsexamen legte er im Jahr 1989 in Freiburg im Breisgau ab. Sein juristisches Referendariat absolvierte er von 1989 bis 1992 in Berlin mit Außenstation in Bombay, Indien, und schloss im Juni 1992 mit dem zweiten juristischen Staatsexamen ab. Er erwarb die Qualifikation des Fachanwalts für Arbeitsrecht.
In den Jahren 1993 bis 1995 war de La Lanne Geschäftsführer der Deutsch-Indischen Handelskammer in Neu-Delhi, Indien. Als Prokurist leitete er von 1995 bis 1999 die Abteilung Außenwirtschaft der Absatzförderungsgesellschaft des Landes Mecklenburg-Vorpommern in Rostock. Von 1999 bis 2006 war er Fachbereichsleiter für Stadtentwicklung und Wirtschaftsförderung der Stadt Emden.
Nach seinem Ausscheiden aus dem Amt des Oberbürgermeisters war de La Lanne als Rechtsanwalt tätig. Seine Schwerpunkte waren internationales Immobilien- und Erbrecht mit dem Schwerpunkt Großbritannien und Frankreich. In der Nachfolge seines verstorbenen Vaters Robin de La Lanne-Mirrlees verwaltet er die der Familie gehörende Inselgruppe Great Bernera in Schottland.
In Bulgarien wirkte der Rechtsanwalt an der Beendigung der langjährigen Gerichtsprozesse um die Forderungen des bulgarischen Staates gegen Angehörige der Familie Württemberg und ihn auf Rückübertragung u. a. des Vrana-Palastes entscheidend mit. Die Republik Bulgarien hatte von diesen Personen und dem ehemaligen Premierminister Simeon Sakskoburggotski Simeon Sakskoburggotski als Nachfahren des ehemaligen bulgarischen Königs Ferdinand I. Restitutionsansprüche gerichtlich geltend gemacht
Im Jahr 2021 wurde Patrick de La Lanne vom Berufungsausschuss der Evangelisch-Lutherischen Kirche in Bayern zum Oberkirchenrat und Leiter der Abteilung Finanzen im Münchner Landeskirchenamt berufen. De La Lanne trat sein Amt am 1. August 2021 an.

## Politik
Patrick de La Lanne wurde am 29. September 2006 mit 72,3 Prozent der abgegebenen Stimmen für die SPD zum Oberbürgermeister der Stadt Delmenhorst gewählt und trat seine achtjährige Amtszeit am 1. November 2006 an. Er setzt sich bei der Haushaltskonsolidierung für eine „maßvolle Sparpolitik“ ein und kritisierte das Wachstumsbeschleunigungsgesetz, da es den finanziellen Spielraum der Kommunen einschränke und so die soziale Infrastruktur gefährde. Auch die Privatisierung stadteigener Einrichtungen und Betriebe lehnte er 2010 mit folgender Argumentation ab: „Probleme werden mit Privatisierung nicht gelöst, sondern meist neu geschaffen. Privatisierung bedeutet auch immer, Rendite für den Kapitalgeber zu erwirtschaften“.
Überregional bekannt wurde de La Lanne durch den Kauf des Hotels am Stadtpark, das der Privateigentümer an den Rechtsanwalt des Neonazi-Politikers Jürgen Rieger hatte verkaufen wollen, um darin ein Schulungszentrum für Rechtsextremisten einzurichten. Delmenhorster Bürger und andere Privatpersonen spendeten rund eine Million Euro und ermöglichten so der Stadt den Kauf. „Die Stadt wäre lahmgelegt worden, hätten sich die Nazis hier eingenistet. Wir haben gegen einen politischen Feind gekämpft“, resümierte de La Lanne und hob das bürgerschaftliche Engagement hervor, das „über alle Parteigrenzen hinweg“ deutschlandweit einmalig gewesen sei. Das Hotel wurde im März 2009 abgerissen und sein prominent gelegener Bauplatz mit Unterstützung de La Lannes Teil des geplanten Areals „Graftbogen“ entlang der städtischen Parkanlage „Graft“, zu dem auch das größte norddeutsche Bäderprojekt der letzten Jahre gehört, die 2011 fertiggestellte Grafttherme. Weitere Projekte seiner Amtszeit sind die Umgestaltung des Marktplatzes und die Sanierung der denkmalgeschützten Markthalle des Architekten Heinz Stoffregen sowie der Bau eines Einkaufszentrums am Stadtwall.
Patrick de La Lanne förderte die „Delmenhorster Präventionsbausteine“, ein Konzept zur frühzeitigen Bekämpfung von Kinderarmut und sozialen Missständen.
Nach parteiinternen Querelen um die Auswahl des Kandidaten für die folgende Oberbürgermeisterwahl erklärte er nach 31 Jahren Mitgliedschaft zum 19. November 2013 seinen Austritt aus der SPD. Patrick de La Lanne schied am 31. Oktober 2014 aus dem Oberbürgermeisteramt der Stadt Delmenhorst aus.

## Sonstige Ämter
Patrick de La Lanne war von 2006 bis zum 31. Oktober 2014 Mitglied im Aufsichtsrat der Stadtwerke Delmenhorst (SWD), bis September 2010 hatte er dort den Vorsitz inne. In den Jahren 2008 bis 2009 war er Mitglied des Aufsichtsrates der Stadtwerke Bremen (swb). Der Delmenhorster Stadtrat verweigerte dem Oberbürgermeister dann aber die Zustimmung zur Teilhabe am Aufsichtsrat der swb.
Weiterhin war er unter anderem Mitglied der Verbandsversammlung des Bezirksverbandes Oldenburg, des Verwaltungsrats und der Verwaltungsversammlung der Landessparkasse zu Oldenburg sowie des Verwaltungsrats und der Verbandsversammlung der EWE.
De La Lanne war bis zu seinem Parteiaustritt stellvertretender Landesvorsitzender der Sozialdemokratischen Gemeinschaft für Kommunalpolitik (SGK).
Er war Mitglied der Synode der Evangelisch-Lutherischen Kirche in Oldenburg und dort im Rechts- und Verfassungsausschuss. Zudem war er Mitglied im Gemeindekirchenrat in Delmenhorst.
Seit 2022 ist de La Lanne Vorsitzender des Aufsichtsrates des Evangelischen Siedlungswerks in Bayern.

## Veröffentlichungen
- „Unternehmensgründung in Deutschland und Indien“, erschienen bei der Bundesstelle für Außenhandelsinformation